# Matúš Macík
Matúš Macík (* 19. května 1993, Liptovský Mikuláš) je slovenský fotbalový brankář, od ledna 2025 hráč slovenského klubu ŠK Slovan Bratislava. Mimo Slovensko působil na klubové úrovni v Česku.

## Klubová kariéra

### MFK Tatran Liptovský Mikuláš
Svoji fotbalovou kariéru začal v Tatranu Liptovský Mikuláš, jehož je odchovanec, a kde se v průběhu sezony 2012/13 propracoval do seniorské kategorie. Debut v áčku si však odbyl v následujícím ročníku, konkrétně v duelu 10. kola hraného 21. září 2013 v souboji s Tatranem Prešov (prohra 1:4). Svoje první čisté konto v A-mužstvu si připsal 5. 10. 2014 proti klubu ŠK SFM Senec při remíze 0:0. Za Liptovský Mikuláš odchytal dohromady 51 ligových zápasů a ve 22 z nich nedostal gól.

### MFK Ružomberok
V létě 2015 odešel na hostování do týmu MFK Ružomberok. Ligovou premiéru v dresu Ruži zaznamenal proti mužstvu MFK Skalica (prohra 1:3). Po půl roce se vrátil do Liptovského Mikuláše, ale v červenci 2016 zamířil zpět tentokrát už na přestup do Ružomberku. Obnovený debut v lize zažil 16. července 2016 v prvním kole v souboji s Tatranem Prešov, kdy zaznamenal čisté konto při výhře 1:0. Na jaře 2018 došel s Ružomberkom až do finále domácího poháru, kde však se spoluhráči podlehli 1:3 Slovanu Bratislava a trofej nezískali. V ročnících 2017/2018 a 2020/2021 se s Ružou představil v předkolech Evropské ligy UEFA. Celkem za tento klub v lize odchytal při obou angažmá 120 utkání a udržel v nich 37 nul.

### SK Sigma Olomouc
V lednu 2021 přestoupil za nespecifikovanou částku do Česka, konkrétně do Sigmy Olomouc, kde podepsal smlouvu na dva a půl roku a dostal dres s číslem 33. Svůj první ligový start si připsal 20. 4. 2021 v duelu s Dynamem České Budějovice při remíze 2:2. Na svůj první shot out si musel počkat do šestého kola následující sezony 2021/22, kdy se spoluhráči porazili 4:0 tým FK Jablonec. V květnu 2023 uzavřel s vedením nový dvouletý kontrakt. Na podzim 2024 chytal pouze za rezervu hrající tehdy druhou českou ligu. Dohromady během tohoto působení za áčko nastoupil v lize k 56 střetnutím a v 15 z nich nedostal branku.

### ŠK Slovan Bratislava

#### Sezóna 2024/25
V zimním přestupovém období ročníku 2024/2025 se vrátil do vlasti a podepsal smlouvu na půl roku s opcí se Slovanem Bratislava, který o něj jevil zájem už v minulosti a rozšířil zde brankářskou konkurenci po odchodu Adama Hrdiny. Na jaře 2025 chytal jen za béčko ve druhé lize, avšak byl i součástí A-mužstva, které získalo v sezoně 2024/25 sedmý ligový titul v řadě a tento úspěch tak náleží i Macíkovi.

#### Sezóna 2025/26
V létě 2025 Slovan na Macíka uplatnil předkupní právo a uzavřel s ním nový kontrakt. Ligovou premiéru v áčku Slovanu Bratislava absolvoval ve čtvrtém kole hraném 16. srpna 2025 v souboji s klubem MFK Skalica a vychytanou nulou se podílel na domácím vítězství 1:0.

## Klubové statistiky
Aktuální k 29. lednu 2025
| Sezona    | Klub                         | Soutěž              | Zápasy | Góly | Nuly |
| --------- | ---------------------------- | ------------------- | ------ | ---- | ---- |
| 2012/2013 | MFK Tatran Liptovský Mikuláš | 2. liga             | 0      | 0    | 0    |
| 2013/2014 | MFK Tatran Liptovský Mikuláš | 2. liga             | 6      | 0    | 1    |
| 2014/2015 | MFK Tatran Liptovský Mikuláš | DOXXbet liga        | 32     | 0    | 15   |
| 2015/2016 | MFK Ružomberok (host.)       | Fortuna liga        | 1      | 0    | 0    |
| 2015/2016 | MFK Tatran Liptovský Mikuláš | DOXXbet liga        | 13     | 0    | 6    |
| 2016/2017 | MFK Ružomberok               | Fortuna liga        | 25     | 0    | 7    |
| 2017/2018 | MFK Ružomberok               | Fortuna liga        | 31     | 0    | 8    |
| 2018/2019 | MFK Ružomberok               | Fortuna liga        | 30     | 0    | 13   |
| 2019/2020 | MFK Ružomberok               | Fortuna liga        | 16     | 0    | 4    |
| 2020/2011 | MFK Ružomberok               | Fortuna liga        | 17     | 0    | 5    |
| 2020/2011 | SK Sigma Olomouc             | Fortuna:Liga        | 3      | 0    | 0    |
| 2021/2022 | SK Sigma Olomouc             | Fortuna:Liga        | 26     | 0    | 9    |
| 2022/2023 | SK Sigma Olomouc             | Fortuna:Liga        | 13     | 0    | 3    |
| 2023/2024 | SK Sigma Olomouc             | Fortuna:Liga        | 14     | 0    | 3    |
| 2024/2015 | SK Sigma Olomouc B           | Chance Národní liga | 6      | 0    | 2    |
| 2024/2015 | ŠK Slovan Bratislava B       | MONACObet liga      | 5      | 0    | 0    |
| 2025/2026 | ŠK Slovan Bratislava         | Niké liga           |        |      |      |